# (200006) 2007 LG
(200006) 2007 LG  es un asteroide perteneciente al cinturón de asteroides, descubierto el 6 de junio de 2007 por el equipo del Observatorio Farpoint desde el Observatorio Farpoint, Kansas, Estados Unidos.

## Designación y nombre
Designado provisionalmente como 2007 LG.

## Características orbitales
2007 LG  está situado a una distancia media del Sol de 2,605 ua, pudiendo alejarse hasta 2,957 ua y acercarse hasta 2,253 ua. Su excentricidad es 0,1350 y la inclinación orbital 2,959 grados. Emplea 1536,02 días en completar una órbita alrededor del Sol.

## Características físicas
La magnitud absoluta de 2007 LG es 16,4.